# Matías Cabrera
Matías Julio Cabrera Acevedo (* 16. Mai 1986 in Montevideo) ist ein uruguayischer ehemaliger Fußballspieler.

## Karriere

### Verein
Cabrera, der auf der Position des offensiven Mittelfeldspielers spielt, ist der Neffe des uruguayischen Fußballtrainers und ehemaligen Nationalspielers Eduardo Acevedo. Er begann seine Karriere im Jahr 2005 bei El Tanque Sisley. Von 2006 bis 2009 spielte er für den Club Atlético Cerro. In dieser Zeit kam es zu der außergewöhnlichen Konstellation, dass sein Onkel die Mannschaft, in der als Spieler tätig war, als Trainer übernahm. In dieser Zeit gewann Cerro die Liguilla Pre-Libertadores 2009 und qualifizierte sich damit für die Copa Libertadores 2010. 2009 wechselte er dann gemeinsam mit seinem Onkel während der laufenden Apertura, in der er noch fünf Spiele für Cerro bestritt, zu Nacional Montevideo. Sein Onkel Eduardo Acevedo verließ jedoch im Gegensatz zu Cabrera den Verein im Folgejahr wieder. Cabrera, der sich im November 2009 bei einem Trainingsunfall mit Alejandro Prieto einen Schädelbruch von zehn Zentimetern Länge zuzog, notoperiert wurde und monatelang ausfiel, kam in Reihen der Bolsos auch auf internationaler Ebene zum Einsatz und absolvierte in den Copa-Libertadores-Wettbewerben 2010 und 2011 insgesamt neun Begegnungen. 2010 und 2011 gewann er jeweils mit Nacional die in den Sommermonaten ausgetragene Copa Bimbo. Auch das Torneo Apertura 2009/10 und das Torneo Clausura 2010/11 beendete seine Mannschaft siegreich an erster Stelle. In der Saison 2010/11 gewann er mit seinen Mitspielern zudem die uruguayische Meisterschaft, die in der Folgesaison erfolgreich verteidigt wurde. Bereits im Januar 2012 zeigten die Boca Juniors starkes Interesse an einer Verpflichtung Cabreras, nahmen jedoch vorläufig Abstand von einem Transfer.
Ein Jahr später folgte dann schließlich doch Cabreras Wechsel ins Ausland. Bis dato hatte Cabrera 72 Ligaspiele für die Bolsos absolviert, in denen er sechs Treffer erzielte. Hinzu kamen neun Einsätze in der Copa Libertadores. Allerdings führte sein Weg nicht nach Argentinien, sondern nach Italien. Dort meldete am 31. Januar 2013 der Erstligist Cagliari Calcio seine Verpflichtung. Nach Medienberichten wurde für Cabrera eine Ablösesumme von 1,5 Millionen Euro gezahlt. Er unterschrieb einen Dreijahresvertrag. Sein Liga-Debüt feierte er am 17. Februar 2013 beim 2:0-Auswärtssieg gegen Pescara. In der Rückrunde der Saison 2012/13 bestritt er insgesamt sieben Partien der Serie A. Dabei kam er ausschließlich als Einwechselspieler zum Zug. Am ersten Spieltag der Spielzeit 2013/14 stand er erstmals in der Startelf und erzielte sein erstes Ligator in Italien. Bis zu seinem vorläufig letzten Einsatz am 30. März 2014 lief er in der Saison 2013/14 19-mal in der Serie A auf und erzielte einen Treffer.
Am 1. September 2014 wechselte er auf Leihbasis in die portugiesische Liga zu GD Estoril Praia. Bei den Portugiesen wurde er in der Saison 2014/15, die sein Verein als Tabellenzwölfter abschloss, 20-mal in der Primeira Liga (kein Tor), dreimal (ein Tor) in der Taça da Liga und dreimal (kein Tor) in der Europa League eingesetzt. In der zweiten Septemberhälfte 2015 kehrte er nach Uruguay zu Nacional Montevideo zurück. Bei den "Bolsos" lief er in der Spielzeit 2015/16 in sieben Ligaspielen (kein Tor) und drei Begegnungen (kein Tor) der Copa Libertadores 2016 auf. Mitte Juli 2016 schloss er sich Defensor Sporting an.

### Erfolge
- 2× Uruguayischer Meister (2010/11, 2011/12)
- Meister Torneo Apertura 2009/10
- Meister Torneo Clausura 2010/11
- Meister der Liguilla Pre-Libertadores 2009
- 2× Sieg bei der Copa Bimbo (2010, 2011)